# Vinceroy Nelson
Vinceroy Desron Nelson (* 10. Januar 1996 in Basseterre) ist ein Fußballspieler von St. Kitts und Nevis.

## Karriere

### Verein
Er begann seine Karriere in der Saison 2015/16 bei den Cayon Rockets, wo er bis Ende 2016 spielte. Danach verschlug es ihn in die USA, wo er auf die Kean University ging und der dortigen Mannschaft, den Kean Cougars, angehörte. Im März 2018 war er kurzzeitig Teil des Kaders des Atlantic City FC innerhalb der Amateurliga NPSL. Zur Saison 2018/19 wechselte er wieder in seine Heimat und spielte erneut für die Rockets. Seit Anfang 2021 ist er beim St. Paul’s United FC aktiv.

### Nationalmannschaft
Er hatte seinen ersten Einsatz für die Nationalmannschaft von St. Kitts und Nevis am 10. Mai 2015, während eines Freundschaftsspiels auswärts gegen Barbados. Bei dem 3:1-Sieg für seine Mannschaft, wurde er in der 65. Minute für Kennedy Isles eingewechselt. Seitdem bekam er noch einmal 2017, als auch 2021 ein paar Einsätze.